# Patentfähigkeit
Eine Erfindung weist Patentfähigkeit auf, wenn sie die gesetzlichen materiell-rechtlichen Voraussetzungen für die Erteilung eines Patents erfüllt. Diese Voraussetzungen sind in nationalen Patentgesetzen oder in supranationalen Patentverträgen geregelt.

## Voraussetzungen der Patentfähigkeit
Beispielhaft werden das deutsche Patentgesetz und das Europäische Patentübereinkommen (EPÜ) angeführt. Entsprechende rechtliche Instrumente, die im Einzelnen voneinander abweichende Regelungen über die Patentfähigkeit treffen können, finden sich in oder für nahezu allen Staaten der Welt. Dazu kommt eine Reihe supranationaler Verträge betreffend Patenterteilungen, etwa das von der Eurasischen Patentorganisation verwaltete Eurasische Patentübereinkommen.
Die §§ 1 bis 5 des Patentgesetzes legen die Voraussetzungen der Patentfähigkeit.
Das Europäische Patentübereinkommen definiert die Voraussetzungen der Patentfähigkeit in den Artikeln 52 bis 57 unter „Patentierbarkeit“. Damit ein europäisches Patent erteilt werden kann, müssen gleichzeitig folgende materiell-rechtlichen Voraussetzungen erfüllt sein:
- Es muss sich um eine Erfindung im Sinne des EPÜ handeln, es darf demnach kein Erfindungs-Ausschluss gemäß Artikel 52 Absatz 2 und 3 EPÜ vorliegen.
- Die Erfindung muss einen technischen Charakter aufweisen, EPÜ Artikel 52 Absatz 1.
- Es darf kein gesetzliches Patentierungsverbot für die Erfindung bestehen, EPÜ Artikel 53.
- Die Erfindung muss neu sein, EPÜ Artikel 54 und Artikel 55.
- Die Erfindung muss auf einer erfinderischen Tätigkeit beruhen, EPÜ Artikel 56.
- Die Erfindung muss gewerblich anwendbar sein, EPÜ Artikel 57.

## Gesetze und Übereinkommen
- Text des Patentgesetzes (Deutschland)
- Europäisches Patentübereinkommen, abgerufen am 31. Januar 2016.

## Begriffsbildung und Synonyma
Ungeachtet des gemeinhin aktivischen Wortbestandteils "-fähigkeit" betrifft die "Patentfähigkeit" eine Beschaffenheit einer zum Patent angemeldeten Erfindung, welche vorliegen muss, damit das gesetzliche Patentierungsgebot anwendbar wird und anzuwenden ist. Die Begriffe Patentierbarkeit und – seltener – Patentwürdigkeit werden im Allgemeinen synonym zu Patentfähigkeit verwendet.